# 君に、胸キュン。 (アイドルグループ)
君に、胸キュン。 は、名古屋を拠点として活動を行っている日本の女性アイドルグループである。ASH entertainment所属。通称君キュン。

## 概要
事務所の先輩グループにあたる蜜兎のメンバーであったぴあの・うららが移籍する新ユニットとして、2018年8月に結成したユニット名は公式Twitterにより公募され、メンバー・スタッフを交えた選考により決定されたものである。
グループのコンセプトは「キャッチーでクセになる王道系アイドルユニット」であり、キャッチーなメロディーと“キュン”とさせる詩の世界観、および個性豊かなメンバーが繰り広げる熱量たっぷりのパフォーマンスが特徴である。
2023年9月より、Zephyr Hall(収容人数800人前後)にて定期公演をスタートし、月1回のペースで平日開催をしており、2024年12月現在、メンバー8名体制で精力的に活動中である。

## メンバー
| 名前                          | 担当カラー                                | 誕生日   | 出身地 | 血液型 | 在籍期間                                           | SNS                                               | 備考                                      |
| ----------------------------- | ----------------------------------------- | -------- | ------ | ------ | -------------------------------------------------- | ------------------------------------------------- | ----------------------------------------- |
| 兎月もも （うづきもも）       | 白 ← ラベンダーピンク（2022年6月5日変更） | 11月1日  | 愛知県 | O      | 2021年6月5日〜                                     | 𝕏:kimikyun_momo TikTok:_moxo__u Instagram:_moxo_u |                                           |
| 南ことの （みなみことの）     | 赤 ← オレンジ（2023年10月24日変更）       | 12月26日 | 富山市 | A      | 2021年9月11日〜                                    | 𝕏:kimikyun_kotono TikTok:kotochi_gyu              | 元Vienolossi、元ピコピコ☆レボリューション |
| 有栖はるか （ありすはるか）   | ピンク ← パープル（2023年10月24日変更）   | 7月25日  | 岐阜県 | B      | 2022年5月17日〜                                    | 𝕏:kimikyun_haru TikTok:kimikyun_haru              |                                           |
| 七瀬優歌 （ななせゆうか）     | 青 ← ネイビー（2023年10月24日変更）       | 6月23日  | 愛知県 | B      | 2022年5月17日〜                                    | 𝕏:kimikyun_yuka TikTok:kimikyun_yuka              | 元らじお女子                              |
| 夢心かりん （ゆめみかりん）   | オレンジ                                  | 11月25日 | 愛知県 | O      | 2023年10月24日〜サポートメンバー                   | 𝕏:kimikyun_karin                                  | 元dela                                    |
| 恋麦める （こむぎめる）       | ライトグリーン                            | 1月25日  | 愛知県 | O      | 2024年10月28日〜正規メンバー 2024年8月13日〜候補生 | 𝕏:kimikyun_meru TikTok:kimikyun_meru              |                                           |
| 綾乃みこ （あやのみこ）       | ラベンダー                                | 3月24日  |        | A      | 2024年10月28日〜正規メンバー 2024年8月13日〜候補生 | 𝕏:kimikyun_miko TikTok:kimikyun_miko              |                                           |
| 楠木こはな （くすのきこはな） | 水色                                      | 6月1日   | 愛知県 |        | 2025年1月31日〜                                    | 𝕏:kimikyun_kohana                                 |                                           |

### 過去のメンバー
| 名前           | 担当カラー                           | 誕生日   | 出身   | 血液型 | 在籍期間                      | 在籍日数 | 備考                                                          |
| -------------- | ------------------------------------ | -------- | ------ | ------ | ----------------------------- | -------- | ------------------------------------------------------------- |
| あえり         | 白                                   | 8月13日  |        |        | 2018年8月15日～2018年10月2日  | 68日     |                                                               |
| りおふぁん     | ｲﾙｶ色                                |          |        |        | 2018年8月15日～2018年12月30日 | 138日    |                                                               |
| なりなり       | 紫                                   | 12月5日  |        |        | 2018年8月15日～2018年12.30日  | 138日    | 元Honey Bunny                                                 |
| うらら         | オレンジ                             | 11月1日  |        | A      | 2018年8月15日～2019年2月22日  | 192日    | 元蜜兎                                                        |
| ぴあの         | ピンク                               | 8月29日  |        |        | 2018年8月15日～2019年10月4日  | 416日    | 元蜜兎                                                        |
| 藤代しょうこ   | 紫                                   | 1月31日  | 愛知県 |        | 2019年1月27日～2020年1月31日  | 370日    |                                                               |
| アン・バティカ | 赤                                   | 12月26日 |        | O      | 2018年8月15日～2020年8月13日  | 730日    |                                                               |
| 神咲ゆみな     | 白                                   | 9月16日  | 愛知県 | A      | 2019年1月27日～2021年3月21日  | 785日    |                                                               |
| あすてぃ       | 緑                                   | 12月7日  | 愛知県 | O      | 2019年1月27日～2021年7月10日  | 896日    | 元Honey Bunny                                                 |
| 日向なつは     | オレンジ                             | 7月29日  |        |        | 2019年10月19日～2021年7月22日 | 643日    |                                                               |
| 結城ゆう       | 銀色← パープル(2021年6月5日変更)     | 2月4日   |        |        | 2020年5月24日～2022年5月30日  | 737日    |                                                               |
| 姫ノ愛花       | 赤← パステルブルー(2021年6月5日変更) | 12月10日 | 鈴鹿市 | O型    | 2019年1月27日～2022年8月15日  | 1297日   | 元煌めき☆アンフォレントの如月愛花                             |
| 萌木まりも     | ピンク                               | 10月23日 | 愛知県 | O      | 2020年5月24日～2023年7月17日  | 1150日   | 元地獄まで30センチの胡蝶まりも 2021年6月5日まで「まりも」名義 |
| 愛式ふうか     | ベビーブルー                         | 11月14日 | 愛知県 | O      | 2021年6月5日～2023年10月13日  | 861日    |                                                               |
| 四葉あみ       | 黄                                   | 4月1日   | 愛知県 | O      | 2019年1月27日～2025年1月5日   | 2170日   | 2021年6月5日まで「あみんぐ」名義                              |

## 作品

### 楽曲一覧
| #  | 公開日     | 曲名                         | 作詞                   | 作曲                 | 編曲                      |
| -- | ---------- | ---------------------------- | ---------------------- | -------------------- | ------------------------- |
| 1  | 2018.08.15 | 恋愛決壊警報                 | mimimy/J.K≒3.0         | J.K≒3.0              | J.K≒3.0                   |
| 2  | 2018.08.15 | ナツコイ                     | mimimy/J.K≒3.0         | J.K≒3.0              | J.K≒3.0                   |
| 3  | 2018.08.15 | 魔法の扉                     | mimimy                 | UPER                 | UPER                      |
| 4  | 2018.09.07 | iDOL STANDARD                | mimimy                 | KO-HEY               | KO-HEY                    |
| 5  | 2018.11.11 | さよならジレンマ             | mimimy                 | J.K≒3.0              | J.K≒3.0                   |
| 6  | 2019.01.27 | Never ever                   | mimimy                 | UPER                 | UPER                      |
| 7  | 2019.04.21 | Risky                        | mimimy                 | Aoi Furuya           | Aoi Furuya                |
| 8  | 2019.07.06 | 可愛くなりたい               | mimimy                 | UPER                 | UPER                      |
| 9  | 2019.07.19 | キミはボクの一番星           | mimimy/J.K≒3.0         | J.K≒3.0              | J.K≒3.0                   |
| 10 | 2019.08.12 | 告白チャンス                 | mimimy                 | 古屋 葵              | 古屋 葵                   |
| 11 | 2019.09.08 | スキトスキ                   | mimimy                 | J.K≒3.0              | J.K≒3.0                   |
| 12 | 2020.01.11 | 恋のサイン                   | mimimy                 | J.K≒3.0              | J.K≒3.0                   |
| 13 | 2020.01.27 | ハピマジ                     | mimimy                 | 古屋 葵              | 古屋 葵                   |
| 14 | 2020.08.11 | エンドレスサマー             | アン・バティカ/J.K≒3.0 | J.K≒3.0              | J.K≒3.0                   |
| 15 | 2020.08.15 | 好きすぎてごめん。           | DJ金魚                 | KOJI oba             | KOJI oba                  |
| 16 | 2020.09.22 | Still Love                   | mimimy                 | 南 悠翔              | 南 悠翔                   |
| 17 | 2021.07.31 | You&I                        |                        |                      |                           |
| 18 | 2021.08.21 | Go my way                    |                        |                      |                           |
| 19 | 2021.09.11 | トライアングル・メランコリー | mimimy                 | J.K≒3.0              | J.K≒3.0                   |
| 20 | 2022.08.15 | エキゾチック・ファビラス     | ANDW                   | ANDW                 |                           |
| 21 | 2022.08.15 | 放課後のチャイム             | あおまふ               | 小泉達郎             | 小泉達郎/イズミカワショウ |
| 22 | 2022.09.11 | 夢幻恋舞                     | サイレンジ!            | サイレンジ!          |                           |
| 23 | 2022.12.25 | ずっと、ギュッと！           | 小西裕子               |                      |                           |
| 24 | 2023.02.12 | 一目ぼれなんて信じてないのに | 金子麻友美             | 久下真音・金子麻友美 | 久下真音                  |
| 25 | 2023.04.09 | すぷりんぐっどあにばーさりー |                        |                      |                           |
| 26 | 2023.04.22 | 青春のリリック               |                        |                      |                           |
| 27 | 2023.08.14 | 胸キュン学園のテーマ         |                        |                      |                           |
| 28 | 2023.08.14 | サマバガール                 | 菊池諒                 | えとゆま             | えとゆま                  |
| 29 | 2023.08.14 | 私を照らす一等星             | 菊池諒                 | えとゆま             | えとゆま                  |
| 30 | 2023.12.25 | スノーファンシー             | 菊池諒                 | えとゆま             | えとゆま                  |
| 31 | 2024.01.26 | シェアラブ                   | めだんし               | めだんし             | めだんし                  |
| 32 | 2024.03.31 | ときめきメモリー             | 菊池諒                 | 斎藤竜介             | 斎藤竜介                  |

### デジタル配信
TuneCore Japan：君に、胸キュン。
| # | 曲名         | 配信日         |
| - | ------------ | -------------- |
| 1 | サマバガール | 2023年11月18日 |

### アルバム
| #   | 発売日        | タイトル               | 販売形態     | 規格品番   | 収録曲 | 個別収録曲         |
| --- | ------------- | ---------------------- | ------------ | ---------- | --- | ------------------ |
| 1st | 2020年12月8日 | 振り向いてキュンして。 | 夢キュンver. | QARF-60038 | 1. Opening SE 2. 恋のサイン 3. スキトスキ 4. 恋愛決壊警報 5. Risky 6. ナツコイ 7. 好きすぎてごめん。 8. StillLove | 9.iDOL STANDARD    |
| 1st | 2020年12月8日 | 振り向いてキュンして。 | 哀キュンver. | QARF-60039 | 1. Opening SE 2. 恋のサイン 3. スキトスキ 4. 恋愛決壊警報 5. Risky 6. ナツコイ 7. 好きすぎてごめん。 8. StillLove | 9.Never ever       |
| 1st | 2020年12月8日 | 振り向いてキュンして。 | 艶キュンver. | QARF-60040 | 1. Opening SE 2. 恋のサイン 3. スキトスキ 4. 恋愛決壊警報 5. Risky 6. ナツコイ 7. 好きすぎてごめん。 8. StillLove | 9.エンドレスサマー |

## ライブ・イベント

### 周年ワンマン・定期公演
| 区分     | #     | 日程       | ライブタイトル                       | 会場                                 |
| -------- | ----- | ---------- | ------------------------------------ | ------------------------------------ |
| 周年ﾜﾝﾏﾝ | 1st   | 2019.09.08 | キミと1のキセキ                      | NAGOYA ReNY limited                  |
| 周年ﾜﾝﾏﾝ | 2nd   | 2020.09.22 | Owaranai"NATSU"Owarasetai"AITSU"     | DIAMOND HALL                         |
| 周年ﾜﾝﾏﾝ | 3rd   | 2021.09.11 | サマキュン‼                          | 名港ライオンドーム                   |
| 周年ﾜﾝﾏﾝ | 4th   | 2022.08.15 | 私立胸キュン学園                     | 日本特殊陶業市民会館フォレストホール |
| 周年ﾜﾝﾏﾝ | 4.5th | 2023.02.12 | バレンタインSP「Valentine Party」    | 東海オンエアLives（Lives NAGOYA）    |
| 周年ﾜﾝﾏﾝ | 5th   | 2023.08.14 | 私立胸キュン学園2023～真夏の学園祭～ | 愛知県芸術劇場大ホール               |
| 定期公演 | 第1回 | 2023.09.22 | キミの全てにボクは恋をした           | Zephyr Hall                          |
| 定期公演 | 第2回 | 2023.10.24 | キミの絶対的な存在になるよ           | Zephyr Hall                          |
| 定期公演 | 第3回 | 2023.11.20 | 二度と出来ない恋でした               | Zephyr Hall                          |
| 定期公演 | 第4回 | 2023.12.13 | キミと過ごすPrecious Day             | Zephyr Hall                          |
| 定期公演 | 第5回 | 2024.01.26 | 第5回君キュン定期公演（予定）        | Zephyr Hall                          |

## 経歴

### 2018年
- 8月15日 ぴあの、うらら、あえり、アン・バティカ、りおふぁん、なりなりで結成。
- 10月21日 あえりが卒業[6]。
- 11月 うららが活動休止。
- 12月30日 りおふぁん、なりなりが卒業[7]。

### 2019年
- 1月27日メンバーとしてあすてぃ、あみんぐ、神咲ゆみな、姫ノ愛花、藤代しょうこが加入[8]。
- 2月22日 うららが卒業。
- 9月8日 1stワンマン公演『キミと１のキセキ』を NAGOYA ReNY limitedにて開催[9]。
- 10月4日 事務所およびグループの活動上のルールに重大な契約違反行為があったとして、同日付けでぴあのを解雇[10]。
- 10月19日 メンバーとして日向なつはが加入[11]。
- 12月31日 藤代しょうこが学業専念を理由に、2020年1月31日をもって卒業することを発表[12]。

### 2020年
- 1月31日 藤代しょうこが卒業。
- 3月10日 新メンバーとして結城ゆうの加入を発表[13]。
- 3月13日 新メンバーとしてまりもの加入を発表[14]。
- 5月3日 新型コロナウイルス感染拡大の影響で、予定されていた東名阪ツアーの大阪・東京公演の開催延期を発表[15]。
- 5月24日 無観客ライブにて、新メンバーの結城ゆう、まりもをお披露目[16]。
- 8月13日 アン・バティカが卒業[17]。
- 9月22日 Kimikyun TOUR 2020/名古屋ワンマン公演『Owaranai"NATSU"Owarasetai"AITSU"』を DIAMOND HALLにて開催。1stアルバム『振り向いてキュンして。』をリリースすることを発表[1][18][19]。
- 12月8日 1stアルバム『振り向いてキュンして。』発売。

### 2021年
- 1月2日 神咲ゆみなが2月中をもってグループから卒業すると発表[20]。
- 3月21日 神咲ゆみなが卒業[21]。
- 5月31日 あすてぃがグループ活動を終了。
- 6月1日 候補生として兎月もも、愛式ふうかの加入を発表[22]。
- 6月5日 『候補生お披露目ミニ単独公演』にて、候補生として兎月もも、愛式ふうかの2名をお披露目。同時に、姫ノ愛花・結城ゆうの担当カラー変更、あみんぐ・まりもの改名を発表した[23]。
- 6月15日 日向なつはが体調不良のため活動休止[24]。
- 7月10日 同日の卒業公演をもってあすてぃが卒業。
- 7月31日 兎月もも、愛式ふうかの2名が候補生から正規メンバーへ昇格。
- 9月11日 3rdワンマンライブ『サマキュン‼』を名港ライオンドームにて開催。研修生として南ことの、桜空のあの2名をお披露目。
- 12月4日 ell.fitsallにて行われたGiRLS BANQUET#33 〜君キュン 南ことの候補生昇格SP〜にて南ことのが候補生へ昇格[25]。

### 2022年
- 2月13日 ライオンカフェにて行われた『君キュンことの昇格SP』にて、南ことのが正規メンバーへ昇格[26]。
- 2月21日 結城ゆうが5月中をもってグループから卒業すると発表[27]。
- 4月28日 姫ノ愛花が8月15日に開催される『4thワンマンライブ』をもってグループを卒業することを発表[28][29]。
- 5月17日 候補生として有栖はるか、七瀬優歌の加入を発表。
- 5月30日 結城ゆうが卒業。
- 7月25日 有栖はるか、七瀬優歌の2名が候補生から正規メンバーへ昇格。
- 8月15日 『君キュン4thワンマンライブ"私立胸キュン学園"』を日本特殊陶業市民会館フォレストホールにて開催[30]。本公演をもって姫ノ愛花が卒業。

### 2023年
- 1月30日 萌木まりもが体調不良のため一定期間お休みすると発表。
- 2月12日 4.5thワンマンライブ『Valentine Party』を東海オンエアLives（Lives NAGOYA）にて開催。
- 7月17日 萌木まりもが卒業[31]。
- 8月1日 愛式ふうかが学業優先のため10月13日に開催される卒業公演をもってグループを卒業することを発表[32]。
- 8月14日 『5th Anniversary ワンマンライブ 私立胸キュン学園2023～真夏の学園祭～』を愛知県芸術劇場大ホールにて開催[33]。
- 10月13日 愛式ふうかが卒業[34]。
- 10月17日 サポートメンバーとして夢心かりんなどの加入を発表[35]。
- 10月24日 『第２回君キュン定期公演』にて、サポートメンバー夢心かりんをお披露目。同時に南ことの、七瀬優歌、有栖はるかの担当カラー変更を発表。

### 2024年
- 8月13日 候補生として綾乃みこ、恋麦めるの加入を発表。
- 10月28日 綾乃みこ、恋麦めるの2名が候補生から正規メンバーへ昇格。
- 11月13日 四葉あみが2025年1月5日に開催される卒業公演をもってグループを卒業することを発表[36]。

### 2025年
- 1月5日 四葉あみが卒業[37]。
- 1月22日 新メンバーとして楠木こはなの加入を発表[38]。
- 1月31日 『君キュン定期公演』にて、新メンバーの楠木こはなをお披露目。

## ASH entertainment
所属グループ　#2025.01現在

・蜜兎
・君に、胸キュン。
・逆転ねこぱんちっ！
・α:tale
・みうみお
・♡'s(kyuuuns)・夏空のオリオン